# بونس، كونت طرابلس
بونس، كونت طرابلس (ولد حوالي عام 1096-توفي في 25 مارس 1137)، هو نجل بيرتراند كونت تولوز؛ حكم  كونتية طرابلس بعد وفاة والده في الفترة مابين (1112-1137).